# Мілака (Міннесота)
Мілака (англ. Milaca) — місто (англ. city) в США, в окрузі Мілль-Лак штату Міннесота. Населення — 3021 особа (2020).

## Географія
Мілака розташована за координатами 45°45′29″ пн. ш. 93°39′6″ зх. д. / 45.75806° пн. ш. 93.65167° зх. д. (45.758035, -93.651565).  За даними Бюро перепису населення США в 2010 році місто мало площу 8,84 км², з яких 8,32 км² — суходіл та 0,52 км² — водойми.

## Демографія
Згідно з переписом 2010 року, у місті мешкало 2946 осіб у 1308 домогосподарствах у складі 691 родини. Густота населення становила 333 особи/км².  Було 1449 помешкань (164/км²).
Расовий склад населення:
| - 96,1 % — білих - 1,4 % — корінних американців - 0,4 % — чорних або афроамериканців - 0,3 % — азіатів |

До двох чи більше рас належало 1,6 %. Частка іспаномовних становила 0,6 % від усіх жителів.
За віковим діапазоном населення розподілялося таким чином: 21,5 % — особи молодші 18 років, 55,0 % — особи у віці 18—64 років, 23,5 % — особи у віці 65 років та старші. Медіана віку мешканця становила 39,7 року. На 100 осіб жіночої статі у місті припадало 92,5 чоловіків;  на 100 жінок у віці від 18 років та старших — 87,2 чоловіків також старших 18 років.
Середній дохід на одне домашнє господарство  становив 46 427 доларів США (медіана — 36 465), а середній дохід на одну сім'ю — 52 050 доларів (медіана — 45 250). За межею бідності перебувало 16,8 % осіб, у тому числі 21,1 % дітей у віці до 18 років та 7,3 % осіб у віці 65 років та старших.
Цивільне працевлаштоване населення становило 1225 осіб. Основні галузі зайнятості: освіта, охорона здоров'я та соціальна допомога — 28,8 %, виробництво — 18,2 %, роздрібна торгівля — 13,2 %, мистецтво, розваги та відпочинок — 9,2 %.

## Відомі уродженці та жителі
- Белль Беннетт (1891—1932) — актриса.